# 土佐くろしお鉄道ごめん・なはり線
ごめん・なはり線（ごめん・なはりせん）は、高知県南国市の後免駅から同県安芸郡奈半利町の奈半利駅に至る土佐くろしお鉄道の鉄道路線の愛称である。正式な路線名は阿佐線（あさせん）であるが、旅客案内上では全て愛称の「ごめん・なはり線」が使用されている。略して「ごな線」とも呼ばれる。駅ナンバリングの路線記号はGN。

## 概要
鉄道敷設法（大正11年法律第37号）別表第107号に掲げる予定線「高知県後免ヨリ安芸、徳島県日和佐ヲ経テ古庄附近ニ至ル鉄道」の一部で、徳島県海部郡牟岐町の牟岐駅から高知県南国市の後免駅までを結ぶべく計画された日本鉄道建設公団建設線の阿佐線（あさせん）の高知県側の区間（阿佐西線〈あささいせん〉）のうち、奈半利駅 - 後免駅間の建設を引き継ぎ、完成させて開業した路線である。公団によりAB線（地方開発線及び地方幹線）に位置付けられた路線としては、建設中止路線を除くと最後の開業となった。また、この路線は2023年時点で非電化の鉄道路線としては最後に開業した路線でもある（仙石東北ラインを除く）。
なお、徳島県側の区間（阿佐東線〈あさとうせん〉）のうち、牟岐駅 - 甲浦信号場間は四国旅客鉄道（JR四国）牟岐線（当初は国鉄牟岐線）および阿佐海岸鉄道阿佐東線として開業しているが、残る甲浦 - 奈半利間は鉄道路線としては未成線であり、高知東部交通の路線バスが結んでいる。
大半が高架区間であり、太平洋沿いの海岸や田園地帯を走る区間が多いため景観が良く、観光目的での乗客も少なくない。開業時から利用促進のための方策が考えられ、いくつかの駅に物産館を併設して集客を図っている。

## 路線データ
- 管轄（事業種別）：土佐くろしお鉄道（第一種鉄道事業者）
- 建設主体：日本鉄道建設公団（現 独立行政法人 鉄道建設・運輸施設整備支援機構）
- 路線距離（営業キロ）：42.7 km
- 軌間：1,067 mm（狭軌）
- 駅数：21駅（起終点駅含む）
- 複線区間：なし（全線単線）
- 電化区間：なし（全線非電化）
- 閉塞方式：自動閉塞式[6]
- 最高速度：110 km/h[2]

## 歴史
かつて後免町 - 安芸間には1930年に全通した土佐電気鉄道（現在のとさでん交通）安芸線が営業していたが、1970年代に入ってからは貨物輸送の廃止や旅客収入の減少による赤字の増大が顕著になっていた。そこで、江若鉄道の例を参考に、日本国有鉄道（国鉄）阿佐線の建設を促進するという名目で、用地売却によって赤字を解消するために1974年（昭和49年）3月末に廃止された。
阿佐線そのものは、「四国循環鉄道構想」のもとに1965年（昭和40年）3月から安芸 - 田野間が国鉄新線として着工。土佐電気鉄道安芸線廃止後の1974年（昭和49年）4月からは、後免 - 安芸間でも高架橋の工事などが行われていたが、1981年（昭和56年）12月、日本国有鉄道経営再建促進特別措置法（国鉄再建法）の施行に伴い、建設線であった阿佐（西）線も工事が凍結された。この時点で全長のうち18.9km（約44％）が完成していたが、長期間にわたって建設途中の高架橋や盛土が放置されたままになった。この様子から土佐の「万里の長城」、もしくは土佐の「バベルの塔」とも言われた。
その後1986年（昭和61年）5月、高知県を主体に土佐くろしお鉄道株式会社が設立され、同じく建設線であった宿毛線とともに引き継がれることとなり、1987年（昭和63年）1月に同社が後免 - 奈半利間の第一種鉄道事業免許を取得、同年3月から7年ぶりに工事が再開された。同社は、当面、宿毛線の建設と特定地方交通線に指定された中村線の維持に力を注いだため、阿佐（西）線の建設は後回しとなったが、2002年（平成14年）7月1日、工事着工から37年目（安芸線廃止後28年目）にしてようやく開業した。

### 年表
- 1922年（大正11年）4月：「四国循環鉄道構想」のもと、阿佐線が鉄道敷設法に基づく予定線に編入。以後、調査線、工事線へと格上げ[7]。
- 1965年（昭和40年）3月：運輸大臣が日本国有鉄道（国鉄）阿佐線の工事実施計画を認可[10]。日本鉄道建設公団により、安芸 - 田野間が国鉄新線として着工[7]。
- 1974年（昭和49年）4月：後免 - 安芸間が着工[7]。
- 1981年（昭和56年）12月：日本国有鉄道経営再建促進特別措置法の施行に伴い、阿佐線の建設工事が中断[7][10]。
- 1986年（昭和61年）
  - 2月8日：高知県、阿佐・宿毛両線関係首長会議において、両線を一本化した第三セクターの設立について合意[10]。
  - 5月8日：土佐くろしお鉄道株式会社設立[7][10]。
- 1987年（昭和62年）9月18日：阿佐線（後免 - 奈半利間）運輸大臣告示[10]。
- 1988年（昭和63年）
  - 1月28日：土佐くろしお鉄道が前年12月18日に申請していた、阿佐線の第一種鉄道事業免許が認可される[7][10]。
  - 2月9日：土佐くろしお鉄道が同年1月28日に申請していた、阿佐線の工事施行承認が認可される[7][10]。
  - 3月23日：阿佐線の工事再開[10]。
- 2002年（平成14年）
  - 4月11日：阿佐線（ごめん・なはり線）の運賃認可[10]。
  - 7月1日：阿佐線（ごめん・なはり線）の後免 - 奈半利間 (42.7km) が開業（全通）[1][7][10]。
- 2006年（平成18年）3月1日：全駅で駅番号表示を開始。
- 2007年（平成19年）3月1日：休日を除き、深夜に「ホームライナーあき」1往復臨時扱いで増発。
- 2008年（平成20年）3月15日：最終列車の時刻を繰り下げ、臨時列車を廃止。球場前駅に快速列車が終日停車となる。
- 2021年（令和3年）3月13日：球場前駅 - 安芸駅間にあき総合病院前駅が開業[11]。同時にダイヤ改正を行い日中のパターンダイヤ実施と朝の下り快速列車1本の快速区間を後免町 - 夜須間に縮小[11]。

## 運行形態
正式な起点は後免駅で、本来、後免駅から奈半利駅へ向かう列車が下りだが、JR土讃線と合わせるために列車番号は、奈半利駅から後免駅へ向かう列車が下りに付ける奇数、逆方向が上りに付ける偶数となっている。また、誤乗防止のため「上り」「下り」の呼称は用いていない。
1時間あたり1 - 2本程度運行されている（ただし、快速通過駅については一部時間帯で2時間前後空く場合がある。）。各駅停車のほか、快速列車が運転されている。朝ラッシュ時の一部を除いて、1両編成の気動車がワンマン運転される。運転パターンは後免駅 - 奈半利駅間運転の列車のほか、途中駅の安芸駅発着の区間列車が多数設定されている。また、夕方には後免駅 - あかおか駅間の区間列車が1往復設定されている。また、全ての快速列車と各駅停車の一部は、JR土讃線に乗り入れ、高知駅まで相互直通運転を実施している。
また、オープンデッキ車両にて運行される列車が、安芸駅発着（後免発安芸行きと安芸発高知行き）、奈半利駅発着（高知発奈半利行きと奈半利発後免行き）それぞれ1往復運行されており、運行開始時には愛称がなかったが、2009年3月14日のダイヤ改正時にオープンデッキ車両に沿線出身の著名人岩崎弥太郎・中岡慎太郎にちなみ「やたろう号」「しんたろう号」の愛称が付き、2010年にはオープンデッキ車両を使う列車にも安芸駅発着に「やたろう号」、奈半利駅発着に「しんたろう号」と愛称がついた。
使用車両は全て気動車で、9640形のほか、JR四国の1000形も乗り入れている。車両の夜間滞泊は主に安芸駅で行っている他、後免駅でも行っている。

### 臨時列車
2007年3月から土讃線の臨時特急「ホームエクスプレス高知」の運転にあわせて深夜に臨時列車扱いの「ホームライナーあき」という名称で1往復増発されていた（休日は運休）が、2008年3月15日のダイヤ改正で廃止された。
また、2006年9月に土曜・休日運休の臨時列車が朝に1往復増発（安芸駅 - 奈半利駅間）されたが、2007年3月18日のダイヤ改正で定期列車に格上げされている。

### トロッコ列車
2017年4月から5月の土日祝日に、ごめんなはり線開通15周年を記念して土讃線高知駅 - 奈半利駅間で「太平洋パノラマトロッコ」が運転された。使用車両はJR四国のキハ185系とキクハ32形。

### 観光列車
2021年10月から12月まで、JR四国の観光列車「志国土佐 時代の夜明けのものがたり」が当路線に乗り入れ、高知駅 - 奈半利駅間で運転された。運転日は毎週金曜日で、1日1往復。この期間中は同年12月まで実施された四国デスティネーションキャンペーン期間中に合わせての特別企画としての運行であったため、旅行商品（団体専用列車）としての発売となり、特急券・グリーン券はみどりの窓口では発売されなかった。
列車名は、高知発が「煌海（こうかい）の抄」で高知駅発12:00 - 奈半利駅着14:35のダイヤ、奈半利発が「雄飛（ゆうひ）の抄」で奈半利駅発15:18 - 高知駅着17:57のダイヤとなっている。なお、1面1線の奈半利駅では折り返しの間に定期列車が1本発着するため、奈半利駅到着後は一旦交換設備のある田野駅まで回送で引き上げたのち、定期列車の発車後に再度奈半利駅に入線する。
この運行は好評であったため、2022年4月から6月にかけても5月6日を除く毎週金曜日に運行され、この期間中の運行は旅行商品ではなくなり特急券・グリーン券は一般販売された。なお、その後も期間限定で金曜日に限り、当路線での運行を継続している。

## 利用状況

### 輸送実績
ごめん・なはり線の近年の輸送実績を下表に記す。
表中、輸送人員の単位は万人。輸送人員は年度での値。表中、最高値を赤色で、最高値を記録した年度以降の最低値を青色で、最高値を記録した年度以前の最低値を緑色で表記している。
| 年度別輸送実績     | 年度別輸送実績                  | 年度別輸送実績                  | 年度別輸送実績                  | 年度別輸送実績                  | 年度別輸送実績  | 年度別輸送実績 |
| 年 度              | 輸送実績（乗車人員）：万人/年度 | 輸送実績（乗車人員）：万人/年度 | 輸送実績（乗車人員）：万人/年度 | 輸送実績（乗車人員）：万人/年度 | 輸送密度 人/1日 | 特記事項       |
| ------------------ | ------------------------------- | ------------------------------- | ------------------------------- | ------------------------------- | --------------- | -------------- |
| 年 度              | 通学定期                        | 通勤定期                        | 定期外                          | 合計                            | 輸送密度 人/1日 | 特記事項       |
| 2002年（平成14年） |                                 |                                 |                                 | 78.9                            |                 | 開業           |
| 2003年（平成15年） |                                 |                                 |                                 | 96.4                            |                 |                |
| 2004年（平成16年） |                                 |                                 |                                 | 100.7                           |                 |                |
| 2005年（平成17年） |                                 |                                 |                                 | 116.8                           |                 |                |
| 2006年（平成18年） |                                 |                                 |                                 | 118.5                           |                 |                |
| 2007年（平成19年） |                                 |                                 |                                 | 124.5                           |                 |                |
| 2008年（平成20年） |                                 |                                 |                                 | 128.8                           |                 |                |
| 2009年（平成21年） |                                 |                                 |                                 | 127.1                           |                 |                |
| 2010年（平成22年） |                                 |                                 |                                 | 130.3                           |                 |                |
| 2011年（平成23年） |                                 |                                 |                                 | 128.2                           |                 |                |
| 2012年（平成24年） |                                 |                                 |                                 | 132.2                           |                 |                |
| 2013年（平成25年） |                                 |                                 |                                 | 133.0                           |                 |                |
| 2014年（平成26年） |                                 |                                 |                                 | 127.6                           |                 |                |
| 2015年（平成27年） | 22.4                            | 59.9                            | 43.6                            | 125.9                           |                 |                |
| 2016年（平成28年） | 21.7                            | 58.0                            | 43.4                            | 123.1                           |                 |                |

高知県中山間振興・交通部交通運輸政策課より抜粋。

## 車両
開業の際、気動車10両（うち2両はオープンデッキ車両）が新造され、会社名の「くろしお」にちなんで「9640形（くろしおがた）」と命名された。
9640形は海岸沿いを走る路線性格に合わせオールステンレスカー（ただし運転台部は普通鋼製）の両運転台軽量気動車だが、車体長は20メートルを超えるフル規格車である。機構的にはJR西日本キハ126形とほぼ同一としているが、JR四国1000形との併結機能を付加したり、クロスシート部分をバケットタイプの転換クロスシートにするなど、独自性を出している。最高速度は110Km/hで、450PSのコマツ製エンジンに変速1段直結4段の変速機を組み合わせている。台車は軽量のボルスタレスタイプとなっている。ブレーキは電気指令式で、電車における回生ブレーキの発想を応用したコンバータブレーキ優先遅れ込め式である。全車に車いす対応のトイレを備える。シートは一般車 (3 - 10) の場合、車両の中央で転換クロスシートとロングシートが分かれるというあまり例のない配置となっている。1S・2Sがオープンデッキ車両で、前面デザインが異なるほか海側をオープンデッキとしている。室内は転換クロスシートと補助椅子を備える。2005年5月に新製された車両 (11) は、駅キャラクターの作者である漫画家やなせたかしが作詞した曲にちなみ、「手のひらを太陽に」号（通称「太陽」号）と名付けられた。オールロングシートで、イベント時には畳を敷いて、お座敷列車として運用できるようになっている。
その他の一般車グループも独特な塗装をまとった車両が複数存在する。その中で最も目立つのは沿線の安芸市営球場で阪神タイガースがキャンプを毎年行っていることから、黄色を基本として黒い縦線が不規則に走る虎柄の塗装をまとい「阪神タイガース号」のヘッドマークを出している9640-10である。当初2003年のみの運行予定だったが、その年に阪神は18年ぶりのセントラル・リーグ制覇。さらに2005年にもリーグ制覇したため、今なおタイガース塗装のまま運転されている。2006年2月26日にはオープン戦観戦ツアー団体列車の車両として使われ、JR車との併結で愛媛県まで足を伸ばした。

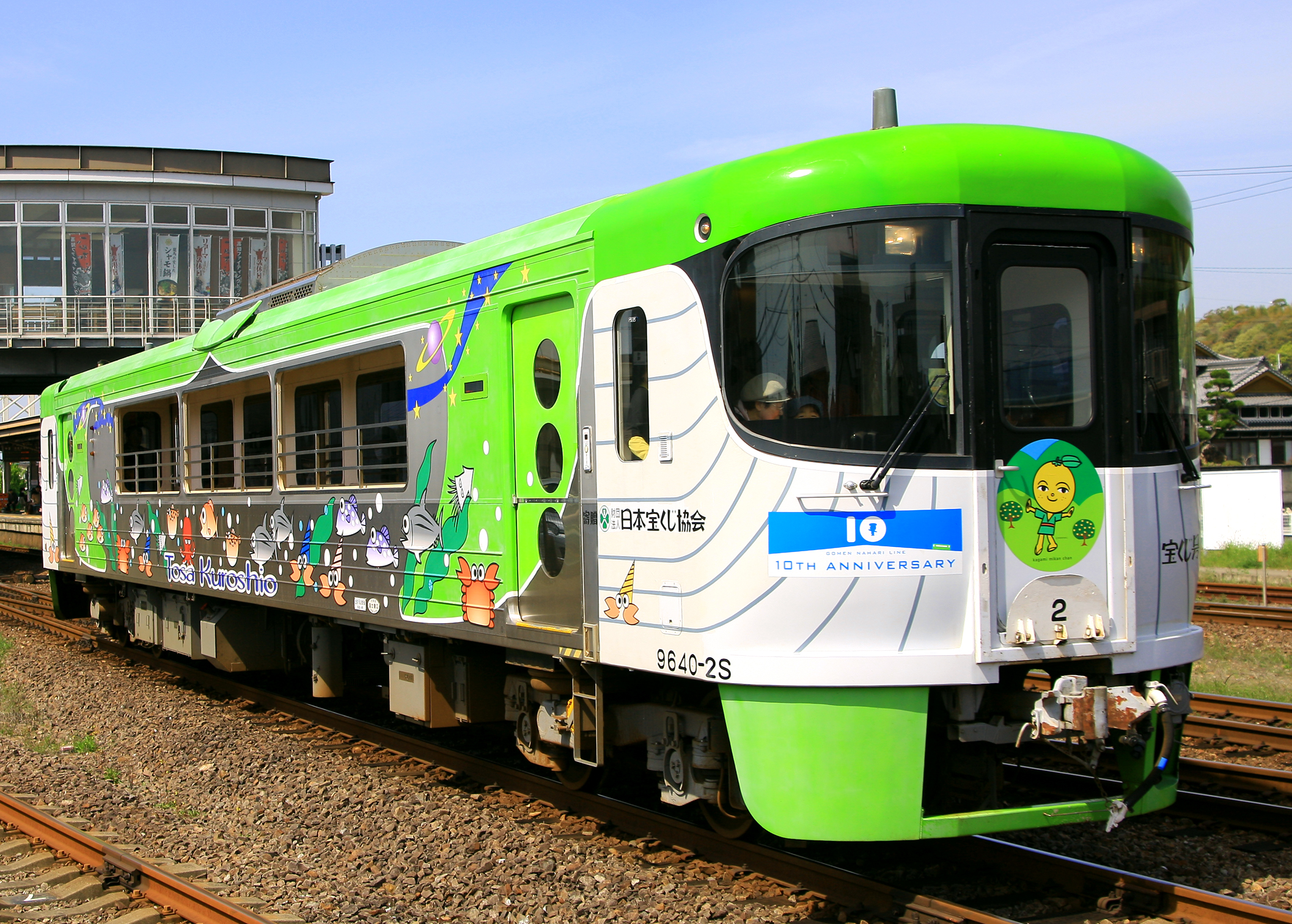
9640-2S
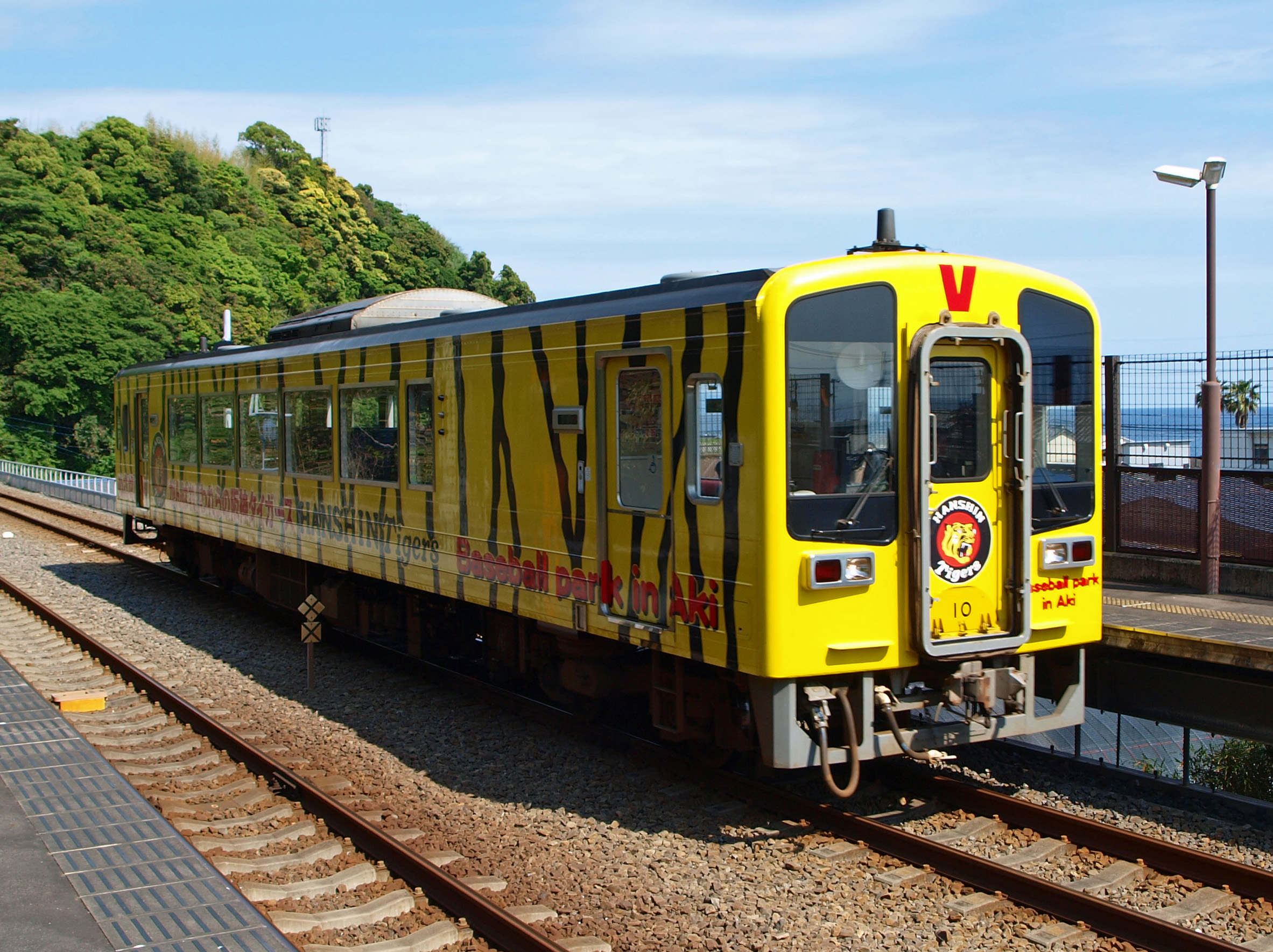
タイガースペイントの9640-10 穴内駅にて。

## 駅一覧
- 全駅高知県内に所在。
- 停車駅
  - 普通…全駅に停車
  - 快速…●印の駅は停車、▼は安芸行き1本のみ停車、｜印の駅は通過。直通する土讃線内では全駅に停車。
- 線路（全線単線） … ◇：列車交換可、｜：列車交換不可

| 駅番号 | 駅名             | 営業キロ | 営業キロ | 快速 | 接続路線                                         | 線路 | 所在地        | 所在地        |
| 駅番号 | 駅名             | 駅間     | 累計     | 快速 | 接続路線                                         | 線路 | 所在地        | 所在地        |
| ------ | ---------------- | -------- | -------- | ---- | ------------------------------------------------ | ---- | ------------- | ------------- |
| GN40   | 後免駅           | -        | 0.0      | ●    | 四国旅客鉄道：●D 土讃線（D40：高知方面直通あり） | ◇    | 南国市        | 南国市        |
| GN39   | 後免町駅         | 1.1      | 1.1      | ●    | とさでん交通：後免線                             | ｜   | 南国市        | 南国市        |
| GN38   | 立田駅           | 1.8      | 2.9      | ｜   |                                                  | ｜   | 南国市        | 南国市        |
| GN37   | のいち駅         | 2.8      | 5.7      | ●    |                                                  | ◇    | 香南市        | 香南市        |
| GN36   | よしかわ駅       | 2.3      | 8.0      | ｜   |                                                  | ｜   | 香南市        | 香南市        |
| GN35   | あかおか駅       | 1.3      | 9.3      | ●    |                                                  | ◇    | 香南市        | 香南市        |
| GN34   | 香我美駅         | 1.4      | 10.7     | ｜   |                                                  | ｜   | 香南市        | 香南市        |
| GN33   | 夜須駅           | 1.7      | 12.4     | ●    |                                                  | ◇    | 香南市        | 香南市        |
| GN32   | 西分駅           | 4.0      | 16.4     | ▼    |                                                  | ｜   | 安芸郡 芸西村 | 安芸郡 芸西村 |
| GN31   | 和食駅           | 1.8      | 18.2     | ●    |                                                  | ◇    | 安芸郡 芸西村 | 安芸郡 芸西村 |
| GN30   | 赤野駅           | 1.4      | 19.6     | ▼    |                                                  | ｜   | 安芸市        | 安芸市        |
| GN29   | 穴内駅           | 4.0      | 23.6     | ▼    |                                                  | ◇    | 安芸市        | 安芸市        |
| GN28   | 球場前駅         | 2.6      | 26.2     | ●    |                                                  | ｜   | 安芸市        | 安芸市        |
| GN27-1 | あき総合病院前駅 | 0.6      | 26.8     | ●    |                                                  | ｜   | 安芸市        | 安芸市        |
| GN27   | 安芸駅           | 0.9      | 27.7     | ●    |                                                  | ◇    | 安芸市        | 安芸市        |
| GN26   | 伊尾木駅         | 2.7      | 30.4     | ●    |                                                  | ｜   | 安芸市        | 安芸市        |
| GN25   | 下山駅           | 4.3      | 34.7     | ●    |                                                  | ◇    | 安芸市        | 安芸市        |
| GN24   | 唐浜駅           | 2.3      | 37.0     | ●    |                                                  | ｜   | 安芸郡        | 安田町        |
| GN23   | 安田駅           | 1.7      | 38.7     | ●    |                                                  | ｜   | 安芸郡        | 安田町        |
| GN22   | 田野駅           | 2.8      | 41.5     | ●    |                                                  | ◇    | 安芸郡        | 田野町        |
| GN21   | 奈半利駅         | 1.2      | 42.7     | ●    |                                                  | ｜   | 安芸郡        | 奈半利町      |

### 駅キャラクター
各駅には、高知県出身の漫画家やなせたかしのデザインによるイメージキャラクターが設定されている。このキャラクターは各駅に設置されたオブジェ・車両のマーキング・キャラクターグッズなどの形で本路線のイメージアップに貢献しているほか、2004年には沿線の市民グループの手で各キャラクターの着ぐるみが製作され、「ゴトゴト着ぐるみ隊」の名称で各種のイベントに出演するなどの活動を行っている。やなせの死後2021年3月に開業したあき総合病院前駅のキャラクター「あき ナースちゃん」は、やなせスタジオがデザインした。各キャラクターのモチーフなどに関する詳細は対応する各駅のページを参照のこと。
| 駅名             | キャラクター名        | モチーフ         |
| ---------------- | --------------------- | ---------------- |
| 後免駅           | ごめん えきお君       | 駅員             |
| 後免町駅         | ごめん まちこさん     | 都会風の身なり   |
| 立田駅           | たてだ そらこちゃん   | 客室乗務員       |
| のいち駅         | のいちんどんまん      | ピエロ風         |
| よしかわ駅       | よしかわ うなお君     | ウナギ           |
| あかおか駅       | あかおか えきんさん   | 弘瀬金蔵         |
| 香我美駅         | かがみ みかんちゃん   | 山北みかん       |
| 夜須駅           | やす にんぎょちゃん   | 人魚             |
| 西分駅           | にしぶん つきこちゃん | 月               |
| 和食駅           | わじき カッパ君       | カッパ           |
| 赤野駅           | あかの カモメちゃん   | カモメ           |
| 穴内駅           | あなない ナスビさん   | ナス             |
| 球場前駅         | 球場 ボール君         | 野球ボール       |
| あき総合病院前駅 | あき ナースちゃん     | 看護師           |
| 安芸駅           | あき うたこちゃん     | 弘田龍太郎       |
| 伊尾木駅         | いおき トラオ君       | 車寅次郎         |
| 下山駅           | しもやま ちどりちゃん | 「浜千鳥」の曲碑 |
| 唐浜駅           | とうのはま へんろ君   | お遍路さん       |
| 安田駅           | やすだ アユ君         | アユ             |
| 田野駅           | 田野 いしん君         | 野根山二十三士   |
| 奈半利駅         | なは りこちゃん       | 駅員             |

## オリジナルソング
2003年に、ごめん・なはり線記念ソング『いいなぁ安芸（アキ）』と称するアルバムがバップより発売され、「走れ!漫画列車」のタイトルでごめん・なはり線に関するオリジナルソングが収録されている（作詞：やなせたかし、作曲・編曲：近藤浩章、歌：大和田りつ子、岡崎裕美、声：やなせたかし）。なお、当アルバムにはごめん・なはり線の一部の駅やキャラクターに関するオリジナルソングも収録されている。このオリジナルソングも駅キャラクターと同様、全てやなせたかしが作詞した。